# Macrothamniella pilosula
Macrothamniella pilosula là một loài Rêu trong họ Hypnaceae. Loài này được (Mitt.) M. Fleisch. mô tả khoa học đầu tiên năm 1923.